# Lucinasco
Lucinasco – miejscowość i gmina we Włoszech, w regionie Liguria, w prowincji Imperia.
Według danych na rok 2004 gminę zamieszkiwały 274 osoby, gęstość zaludnienia wynosi 34,2 os./km².